# Antykatolicyzm

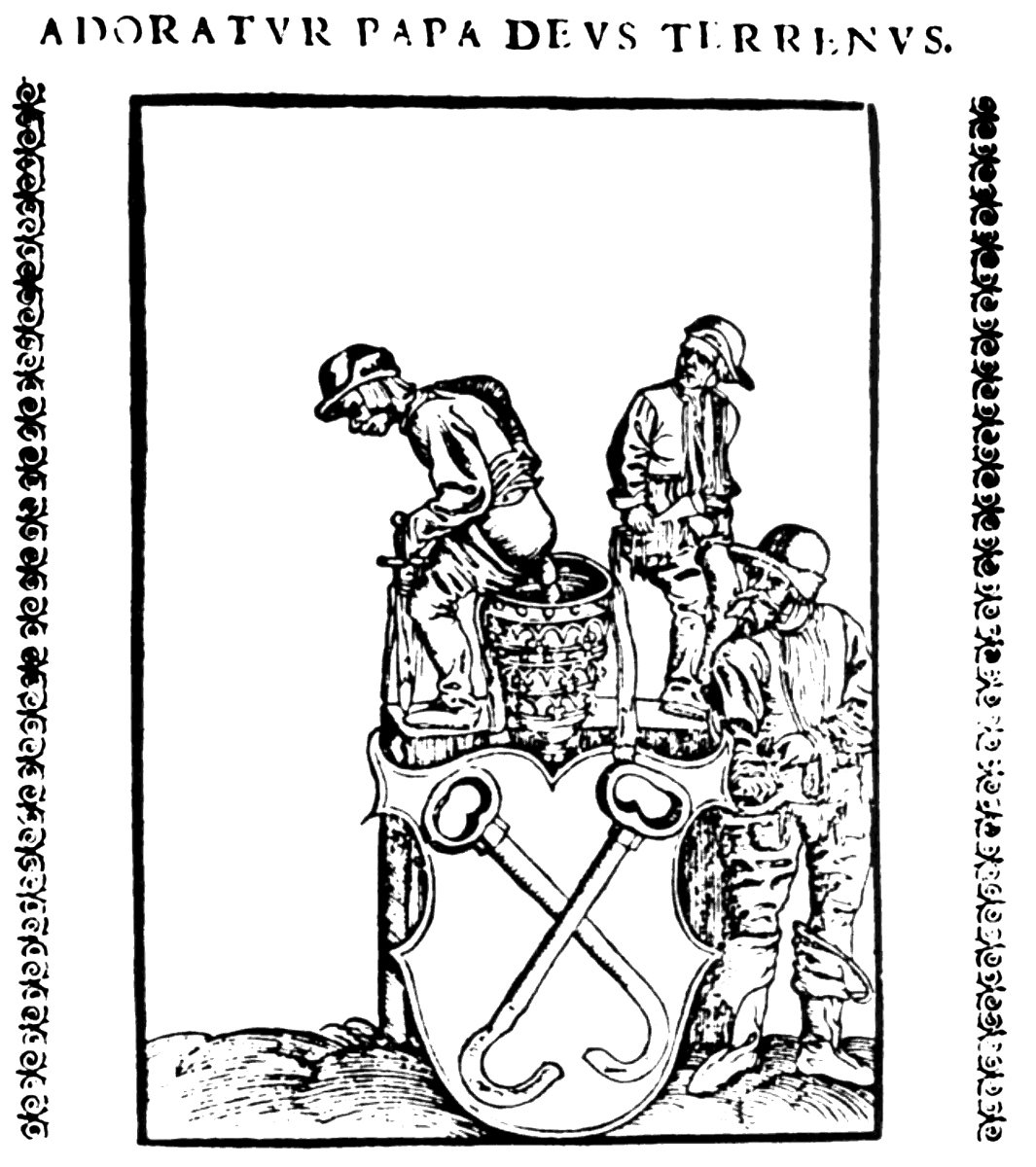
Papież adorowany jako ziemski Bóg (1545) Lucas Cranach starszy

Antykatolicyzm – ogólne pojęcie obejmujące wrogość lub uprzedzenia skierowane przeciwko chrześcijaństwu katolickiemu, a szczególnie przeciwko Kościołowi katolickiemu, jego duchowieństwu i jego zwolennikom. Termin odnosi się również do prześladowań religijnych katolików.

## Reformacja
W związku z ustanowieniem Aktu supremacji Henryk VIII Tudor oczekiwał, że nie tylko urzędnicy królewscy, ale także duchowni będą przysięgali na ten dokument. Jedynym biskupem, który nie zamierzał tego uczynić, był Jan Fisher. W efekcie król uwięził go w Tower, zaś papież uczynił biskupa kardynałem. Pomimo przybycia do niego innych biskupów, którzy złożyli już przysięgę, i prób przekonania, by purpurat poddał się żądaniom władcy, Fisher był nieugięty. Został skazany na ścięcie i wyrok wykonano 22 czerwca 1535, czyli tego samego dnia, kiedy wedle tradycji został stracony pierwszy męczennik na Wyspach Brytyjskich Alban z Anglii. Po ścięciu głowę Fishera zaniesiono do Anny Boleyn, która ją spoliczkowała. Należy jednak zaznaczyć, że Fisher, przeciwnik polityki prowadzonej przez Henryka VIII, w 1533 wezwał cesarza Karola V do inwazji na Anglię.
Drugą osobą, która została ścięta, był Tomasz More. Wśród sędziów zasiadali ojciec i brat Anny Boleyn: Thomas i George. Wyrok na kanclerzu został wykonany 6 lipca 1535.
Zbiorowa egzekucja miała miejsce jeszcze wcześniej, bo 4 maja 1535. Zakonnicy: Jan Houghton, Augustyn Webster, Robert Lawrence i Ryszard Reynolds zostali zamęczeni, a ich ciała poćwiartowano i wysłano do każdego zakątka Anglii. Kolejnych trzech zakonników zabito 19 czerwca 1535. Byli to: Humphrey Middlemore, William Exmew i Sebastian Newdigate. Trzy i pół roku później papież Paweł III ekskomunikował Henryka VIII, a Anglię obłożył interdyktem (17 grudnia 1538).
W związku z prześladowaniami zakonów, w 1536 wybuchło chłopskie powstanie na północy państwa, które do historii przeszło pod nazwą Pielgrzymki Łaski. Złożona przez uczestników ruchu przysięga w dniu 17 października 1536 w Yorku wskazywała na religijny charakter wystąpienia, którego celem była obrona katolicyzmu. Powstańcy, wierząc w dobre intencje króla, a przypisując negatywne zmiany religijne jego doradcom, 4 grudnia 1536 napisali petycję do władcy. Henryk VIII, nie planując dotrzymywać słowa, obiecał przyjąć postulaty, co uspokoiło protestujące chłopstwo. Nie doszło również do krwawych walk.
Po śmierci Henryka VIII w 1547, a za panowania jego małoletniego syna Edwarda VI, uległy wzmocnieniu wpływy protestantyzmu w Anglii. W 1549 została opublikowana Księga Modlitwy Powszechnej, która miała zamienić obowiązujące do tego czasu rzymskie mszały, których nie zakazał nawet Henryk VIII. Autorem Księgi Modlitwy Powszechnej był Cranmer. W 1552 opublikowano kolejną edycję dokumentu, w którym zanegowano ofiarny charakter mszy świętej. Już wcześniej Cranmer usunął łacinę z liturgii, nakazał usunięcie ołtarzy, zanegował celibat duchownych. Dokonywane zmiany były radykalniejsze od posunięć i decyzji Henryka VIII.